# NGC 720
NGC 720 é uma galáxia elíptica (E5) localizada na direcção da constelação de Cetus. Possui uma declinação de -13° 44' 19" e uma ascensão recta de 1 horas, 53 minutos e 00,4 segundos.
A galáxia NGC 720 foi descoberta em 3 de Outubro de 1785 por William Herschel.